# Hummer H3
O Hummer H3 SUV/Tri/x  é um utilitário esportivo off-road de porte médio-grande da Hummer produzido de 2005 a 2010. O menor modelo da linha Hummer, foi oferecido como um SUV de 5 portas ou uma picape de 4 portas conhecida como H3T. Ao contrário dos modelos H1 e H2 maiores, o H3 não foi desenvolvido pela AM General. Foi introduzido para o ano modelo de 2006, com base em um plataforma GMT355 modificada que sustentava as picapes compactas Chevrolet Colorado/GMC Canyon que também foram construídas nas operações da GM em Shreveport, Louisiana e na fábrica de Porto Elizabeth, na África do Sul. Embora mecanicamente relacionado ao Colorado e ao Canyon, a GM afirma que eles compartilham apenas 10% de seus componentes, com o chassi modificado e reforçado para tarefas off-road pesadas.

## Motor flex
Em 2010 as linhas H3 e H3T da Hummer passam a ser equipados com motor 5.3 V8 com capacidade de rodar com combustível E85, que consiste na mistura de 85% de etanol e 15% de gasolina.